# Strašidelná rybička
Strašidelná rybička (v anglickém originále Spookyfish) je patnáctý díl druhé řady amerického komediálního animovaného televizního seriálu Městečko South Park. 

## Děj
Za rodinou Marshů příjíždí teta Flo. Flo dá svému synovci Stanovi zlatou rybičku, která je jak se později ukáže zlá. Stan řekne matce že rybička zabíjí lidi. Sharon mu to nevěří, ale zakopává mrtvoly. Ve městě se ukáže druhý Eric Cartman, který se liší od skutečného Erica pouze vousy a slušným chováním. Kluci pomůžou Stanovi vrátit rybičku do obchodu se zvířaty a jeho majitel jim vysvětlí, že jsou všechny zvířata v obchodě zlá na lidi, protože ho postavil na indiánském pohřebišti, vykopal z ní indiány, počůral je a obrátil. Krom toho v obchodě objevila cesta do jiného vesmíru. Pak se kluci odejdou připravit na soutěž s nejlépe vyřezanou dýní. Soutěž vyhrají, ale to už si jdou pro hodného Erica zlý Stan a Kyle, kteří využili cestu přes zverimex, ze kterého osvobodili zlá zvířata. Dřív než zlý Stan vypálí na hodného Cartmana z portálové zbraně, soutěž překazí zlá zvířata, která napadnou lidi, čímž Sharon uvěří Stanovi, že opravdu nevraždil. Zlému Stanovi spadne zbraň a chytne jí hodný Stan. Ten pošle zlého Stana a Kylea zpátky do jejich vesmíru. Zároveň tam chce poslat zlého Cartmana. Cartman ale tomu hodnému strhne při rvačce vousy a Stan neví, na koho vypálit. Nakonec ho skutečný Cartman přelstí tím, že mu navrhne, aby zprovodil oba ze světa. Stan vypálí na toho hodného Cartmana, čímž rozesměje zlého Cartmana.